# Feminist Sweepstakes
Feminist Sweepstakes är ett album av Le Tigre, släppt 2001 på Mr. Lady Records.

## Låtlista
1. "LT Tour Theme" - 2:47
2. "Shred A" - 2:46
3. "Fake French" - 2:53
4. "FYR" - 3:15
5. "On Guard" - 3:30
6. "Much Finer" - 2:33
7. "Dyke March 2001" - 4:37
8. "Tres Bien" - 3:08
9. "Well, Well, Well" - 4:19
10. "TGIF" - 3:18
11. "My Art" - 2:01
12. "Cry for Everything Bad That's Ever Happened" - 2:41
13. "Keep on Livin'" - 3:10